# Чаргейшвили, Нектариос Нектариосович
Некта́риос (Отар) Нектариосович Чаргейшви́ли (5 сентября 1937, Ленинград — 14 ноября 1971, Москва) — российский и грузинский композитор и философ.

## Биография
Родился в Ленинграде, вырос в Абхазии, большую часть жизни прожил в Москве. Выпускник Московской консерватории в 1963 году, затем там же окончил аспирантуру (1966) по классу Т. Н. Хренникова; также занимался у А. И. Хачатуряна.
В 1969 году окончил классическое отделение философского факультета МГУ.
В 1966—1968 преподавал в Московской консерватории чтение партитур и инструментовку.
Развивал традиции русского симфонизма, обращался к фольклорным сюжетам (одноактные балеты «Три года Добрынюшка стольничал», 1963; «Добрыня чудь покорил», 1965; симфоническая поэма по Кирше Данилову,1965). Обращался также к традициям музыки Ренессанса (Сюита для струнного оркестра памяти К. Монтеверди, 1967).
Автор философского трактата «Эзотерическая доктрина христианства».
После того, как Чаргейшвили пришлось покинуть консерваторию, долго не мог найти себе новую работу (пытался даже устроиться работать водителем автобуса). В последние годы страдал от душевной болезни и мании преследования. В 1971 году повесился. Похоронен в Новом Афоне.
Последнее сочинение Чаргейшвили — Симфония — была первый и единственный раз исполнена в 1991 году в рамках фестиваля «Наследие» оркестром под управлением Александра Дмитриева.
Сын — Станислав Нектариосович Чаргейшвили (р. 03 февраля 1957).

## Основные музыкальные сочинения

### Балеты
- «Три года Добрынюшка стольничал», 1963
- «Добрыня чудь покорил», 1965
- «Возвращение блудного сына», 1967

### Оркестровая музыка
- Скерцо для оркестра, 1957
- Сюита для оркестра, 1957
- Концерт № 1 для камерного оркестра с концертирующими тарелками, 1959
- Концерт для оркестра, 1960
- Концерт № 2 для камерного оркестра, 1962
- Симфоническая поэма по Кирше Данилову, 1965
- Концерт для скрипки с оркестром, 1966
- Сюита для струнного оркестра памяти К. Монтеверди, 1967
- Симфония для оркестра, 1967-1970

### Киномузыка
В титрах фильмов «Я купил папу» и «Путешественник с багажом» указывался под псевдонимом — Н.Яковлев.
- «Я купил папу», 1962
- «Секрет успеха», 1962
- «Путешественник с багажом», 1965
- «Я вас любил», 1967
- «В стране невыученных уроков», 1969